# Черч-Гілл (Меріленд)
Черч-Гілл (англ. Church Hill) — місто (англ. town) в США, в окрузі Графство королеви Анни штату Меріленд. Населення — 808 осіб (2020).

## Географія
Черч-Гілл розташований за координатами 39°8′42″ пн. ш. 75°58′51″ зх. д. / 39.14500° пн. ш. 75.98083° зх. д. (39.145015, -75.980705).  За даними Бюро перепису населення США в 2010 році місто мало площу 1,85 км², уся площа — суходіл.

## Демографія
Згідно з переписом 2010 року, у місті мешкало 745 осіб у 275 домогосподарствах у складі 194 родин. Густота населення становила 403 особи/км².  Було 311 помешкання (168/км²).
Расовий склад населення:
| - 73,7 % — білих - 14,2 % — чорних або афроамериканців - 1,9 % — азіатів - 0,1 % — корінних американців - 7,1 % — осіб інших рас |

До двох чи більше рас належало 3,0 %. Частка іспаномовних становила 10,1 % від усіх жителів.
За віковим діапазоном населення розподілялося таким чином: 29,5 % — особи молодші 18 років, 60,6 % — особи у віці 18—64 років, 9,9 % — особи у віці 65 років та старші. Медіана віку мешканця становила 32,9 року. На 100 осіб жіночої статі у місті припадало 98,7 чоловіків;  на 100 жінок у віці від 18 років та старших — 93,0 чоловіків також старших 18 років.
Середній дохід на одне домашнє господарство  становив 79 111 долар США (медіана — 65 670), а середній дохід на одну сім'ю — 89 861 долар (медіана — 77 500). За межею бідності перебувало 21,0 % осіб, у тому числі 28,1 % дітей у віці до 18 років та 12,4 % осіб у віці 65 років та старших.
Цивільне працевлаштоване населення становило 358 осіб. Основні галузі зайнятості: освіта, охорона здоров'я та соціальна допомога — 25,7 %, будівництво — 10,9 %, роздрібна торгівля — 9,5 %.